# Rue Aurea
 (octobre 2024).
La Rua Áurea, également connue sous le nom de Rua do Ouro, est une rue de Lisbonne, au Portugal.

## Situation et accès
Située dans le centre-ville dans la freguesia de Santa Maria Maior et dans le quartier de Baixa, elle est longue d'environ 535 mètres, et débute Place du Rossio et se termine Praça do Comércio.
C'est une rue noble à caractère commercial. 

## Origine du nom
En 1760, une ordonnance royale a attribué cette rue aux orfèvres de Lisbonne, d'où son nom « Áurea » qui signifie « dorée » ou « en or ».

## Historique
La « Rua Áurea » a été reconstruite après le tremblement de terre de Lisbonne de 1755, dans le cadre du plan du Marquis de Pombal pour réorganiser le centre-ville.
Une ordonnance du 5 novembre 1760 décréta l'établissement des orfèvres de la ville de Lisbonne le long de la rue, c'est pourquoi la rue fut nommée Rua Áurea. Les magasins qui n'étaient pas occupés à l'époque par des orfèvres ont été transformés en entrepôts de tissus, restaurants, auberges, librairies et horlogeries. Aujourd'hui, les orfèvres continuent d'être le type de magasin prédominant sur la Rua Áurea,.

## Bâtiments remarquables et lieux de mémoire
Les points d’intérêt suivants se trouvent à côté de la Rua Áurea :
- Siège de la Banque du Portugal
- Chambre du Conseil Juridique en Urbanisme du Tribunal de Commerce
- Ascenseur de Santa Justa
- Siège du Ministère de la Justice du Gouvernement de la République Portugaise